# Административное здание (Чернигов)
Административное здание — памятник архитектуры местного значения в Чернигове. В настоящее время в здании размещается Апелляционный суд Черниговской области.

## История
Решением исполкома Черниговского областного совета народных депутатов от 09.02.1996 № 91 присвоен статус памятник архитектуры местного значения с охранным номером № 74-Чг.
Здание имеет собственную «территорию памятника» и расположено в «комплексной охранной зоне памятников исторического центра города», согласно правилам застройки и использования территории. На здании не установлена информационная доска.

## Описание
Вместе с другими зданиями образует архитектурный ансамбль Красной площади.
Здание было построено в 1952 году. Кирпичный, четырёхэтажный со стороны улицы Гетмана Полуботка и трёхэтажный со стороны проспекта Мира, Г-образный в плане дом. Фасад асимметричный, направлен на юг к Красной площади. Фасад с выступающим в сторону площади ризалитом, завершается с двух сторон фронтонами в стиле барокко, в которых установлены часы; над крышей нарастает бельведер (башня) — четверик, увенчанный шпилем. Фасад трёхэтажной секции завершается боковым фронтоном (с северной стороны), а торцы здания также завершаются фронтонами. Фасад украшен пилястрами. Окна второго этажа увенчаны прямыми сандриками на кронштейнах. С северной стороны к зданию примыкает дом № 27 проспекта Мира, а с восточной — дом № 4 улицы Гетмана Полуботка.
С сентября 1949 года здесь располагалось областное отделение Республиканского общества по распространению политических и научных знаний Украинской ССР, с 1963 года — черниговская областная организация «Знание». Затем здесь размещались редакции газет «Деснянская правда» и «Комсомольский гарт», а также правление черниговской областной организации «Знание». В 1979 году на базе газет было создано издательство «Десна» (проспект Победы, 62). В настоящее время в здании размещается Апелляционный суд Черниговской области.
Мемориальные доски:
1. черниговскому полковнику Павлу Леонтьевичу Полуботку — в честь которого названа одна из улиц.
2. украинскому советскому поэту Кузьме Трофимовичу Журбе — на здании общества «Знание», где он работал (вновь выявленный объект культурного наследия).